# 12 كوفي
12 كوفي (بالصومالية: 12 Koofi)‏ بمعنى (القبعات الاثني عشر) معروفون أكثر باسم رير مركا (شعب مركا)، هو اتحاد عشائر صومالي يضم عشائر تسكن مدينة مركا وغيرها من المدن الساحلية جنوب الصومال.

## ملخص
الحلف العشائري رير مركا، المعروف باسم 12 كوفي، هو اتحاد يشكل جزءًا من اتحاد البنادريين الأكبر ومقره مدينة مركا الساحلية جنوب البلاد، تنتشر مجموعات تنتسب إلى الحلف في جميع أنحاء جنوب الصومال، وبخاصة المدن الساحلية مثل: مقديشو، وبراوة، وكيسمايو، وجندرشي، وطناني، وجلب، ومركا، والجزيرة.

## اللغة
يتحدث رير مركا أو القبعات الـ 12 لهجة فريدة جدًا من اللغة الصومالية على الرغم من أن اللغوي مارسيلو لامبيرتي أطلق على هذه اللهجة اسم لهجة البكري (دورقُو)، ويطلق عليها السكان المحليون اسم مهدونتي (بالصومالية: Mah Doonte)‏.

## شجرة النسب
تكون هذا الحلف في الأصل من 12 عشيرة، ومن هنا جاء اسم 12 كوفي ( القبعات الاثني عشر)، ومع ذلك، وعلى مدى القرن الماضي، زاد عدد مجموعات العشائر التي تشكل جزءًا من هذا الاتحاد بسبب استقرار العشائر في براوة ومقديشو واشتغالهم بالتجارة، كذلك بسبب احتساب بعض عشائر البنادريين على أنها عشيرة واحدة ولم تعد كذلك. وذكر المؤرخ بنتانو في كتابه "في بنادِر. مدينة مركا ومنطقة بيمال" الصادر عام 1910 المجموعات التي تعيش في ميركا على النحو التالي:
- جميدلي
- الأشراف العلويين
- الأشراف المهدلي
- الأشراف الأهدلي (بن حسن)
- رير العبيدي (الخطيب)
- الحاتمي
- درقبو
- شانشيو
- شوكيريري
- جونجي
- كفاري
- رير مانيو
- شيخال الجزيرة وجندرشي

وأشار بنتانو أيضًا إلى أنه في مركا عاشت عشائر مختلفة من البروانيين، ووفقًا لكتاب حسن عثمان أحمد "La Citta' di Marka، I Biimaal e il Dominio Sulla Costa Somala"، فإن كتاب 12 كوفي مقسم إلى مجموعتين: lixda gibil cad ( الستة البيض) وlixda gibil madow ( الستة السود). وهذه المجموعات هي:
- غميدلي
- درقبو
- شانشيو
- حاتم
- أشراف (بن حسن وعلوي والمهدلي)
- شيخال ( الجزيرة وجندرشي )
- رير مانيو
- شكويريري
- أحمد نور
- كفاري
- جونجي

ووفقًا لرسالة أحدث أُرسلت إلى الحكومة الفيدرالية الصومالية، فإن شيوخ القائمة جاءوا من 16 عشيرة مختلفة وهم على النحو التالي:
- أحمد نور
- اشراف علوي
- رير مانيو
- دروقبو
- أشرف بن حسن
- شكويريري
- غميدلي
- فسهالي (المشهور باسم كفاري)
- رير خطيب
- حاتم
- شانشيو
- جرجنتي
- جونجي
- شيخال جزيره
- شيخال جندرشي
- شيخال عثمان